# Coenosia modesta
Coenosia modesta este o specie de muște din genul Coenosia, familia Muscidae, descrisă de Friedrich Hermann Loew în anul 1872. Conform Catalogue of Life specia Coenosia modesta nu are subspecii cunoscute.